# Love Spit Love
I Love Spit Love sono stati un gruppo alternative rock statunitense, originario di New York e in attività dal 1994 al 2000.
Nato per volontà del leader britannico Richard Butler, già cantante della più fortunata formazione attiva negli anni ottanta, The Psychedelic Furs.

## Formazione

### Principale
- Richard Butler - voce
- Richard Fortus - chitarra
- Chris Wilson - basso
- Frank Ferrer - batteria

### Ex componenti
- Tim Butler - basso
- Lonnie D Hillyer - basso

## Discografia
- Love Spit Love (1994) #195 US
- Trysome Eatone (1997)

## Singoli
| Anno | Titolo                | Posizioni in classifica | Posizioni in classifica | Album          |
| ---- | --------------------- | ----------------------- | ----------------------- | -------------- |
| Anno | Titolo                | Billboard               | Alternative Songs       | Album          |
| 1994 | Change in the Weather | -                       | #31                     | Love Spit Love |
| 1994 | Am I Wrong            | #83                     | #3                      | Love Spit Love |
| 1997 | Long Long Time        | -                       | #33                     | Trysome Eatone |
| 1997 | Fall On Tears         | -                       | #39                     | Trysome Eatone |